# Pierfrancesco Pavoni
Pour les articles homonymes, voir Pavoni.
Pierfrancesco Pavoni, né le 21 février 1963 à Rome, est un ancien athlète italien.
Ses plus grands succès (en sprint) ont été son titre de vice-champion d'Europe en 1982 et deux médailles de bronze aux championnats du monde en salle.

## Palmarès

### Championnats du monde d'athlétisme
- Championnats du monde d'athlétisme de 1983 à Helsinki ( Finlande)
  -  Médaille d'argent en relais 4 × 100 m

### Championnats du monde d'athlétisme en salle
- Championnats du monde d'athlétisme en salle de 1987 à Indianapolis ( États-Unis)
  -  Médaille de bronze sur 60 m
- Championnats du monde d'athlétisme en salle de 1989 à Budapest ( Hongrie)
  -  Médaille de bronze sur 60 m

### Championnats d'Europe d'athlétisme
- Championnats d'Europe d'athlétisme 1982 à Athènes ( Grèce)
  -  Médaille d'argent sur 100 m

### Championnats d'Europe d'athlétisme en salle
- Championnats d'Europe d'athlétisme en salle de 1987 à Liévin ( France)
  -  Médaille d'argent sur 60 m
- Championnats d'Europe d'athlétisme en salle de 1990 à Glasgow ( Royaume-Uni)
  -  Médaille d'argent sur 60 m